# Arthur Melville
Pour les articles homonymes, voir Melville.
Arthur Melville, né le 10 avril 1855 à Loanhead of Guthrie dans l'Angus, et mort le 28 août 1904 à Witley, est un artiste peintre, aquarelliste et dessinateur britannique. Il est connu pour être un peintre orientaliste.

## Biographie
Arthur Melville naît en 1855 au sein d'une grande famille dans l'Angus. Alors qu'il est encore un enfant, il s'installe dans le East Lothian. Il s'essaye à la peinture d'abord en autodidacte, puis, s'inscrit à l'Académie royale d’Écosse. 
De passage à Paris en 1878, il se lies avec ses compatriotes James Guthrie, William York Macgregor et Joseph Crawhall III (en) qui plus tard se font connaitre sous le nom des Glasgow Boys dont, dans une certaine mesure, il influencera le style. 
En 1880-1882, il voyage en Grèce, à Constantinople, au Caire, à Karachi et à Bagdad. En 1889-1889, il part pour Paris, puis en 1890 en Espagne et en Algérie. Ses peintures orientales sont exécutées dans la technique d'aquarelle sur papier mouillé combinée avec de la gouache. Parmi ses meilleurs œuvres on retrouve aussi les aquarelles peintes à Venise en 1894. 
L'artiste habite un temps à Londres avant de s'installer à Surrey. Il effectue un dernier séjour en Espagne en 1904. À son retour, il contracte le typhus et meurt. Son grand tableau peint à l'huile The Return from the Crucifixion restera inachevé.

## Œuvre

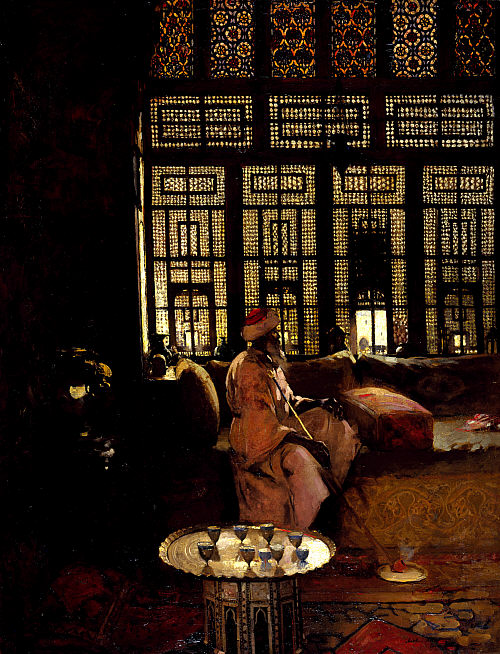
An Arab Interior, 1881, National Gallery of Scotland.
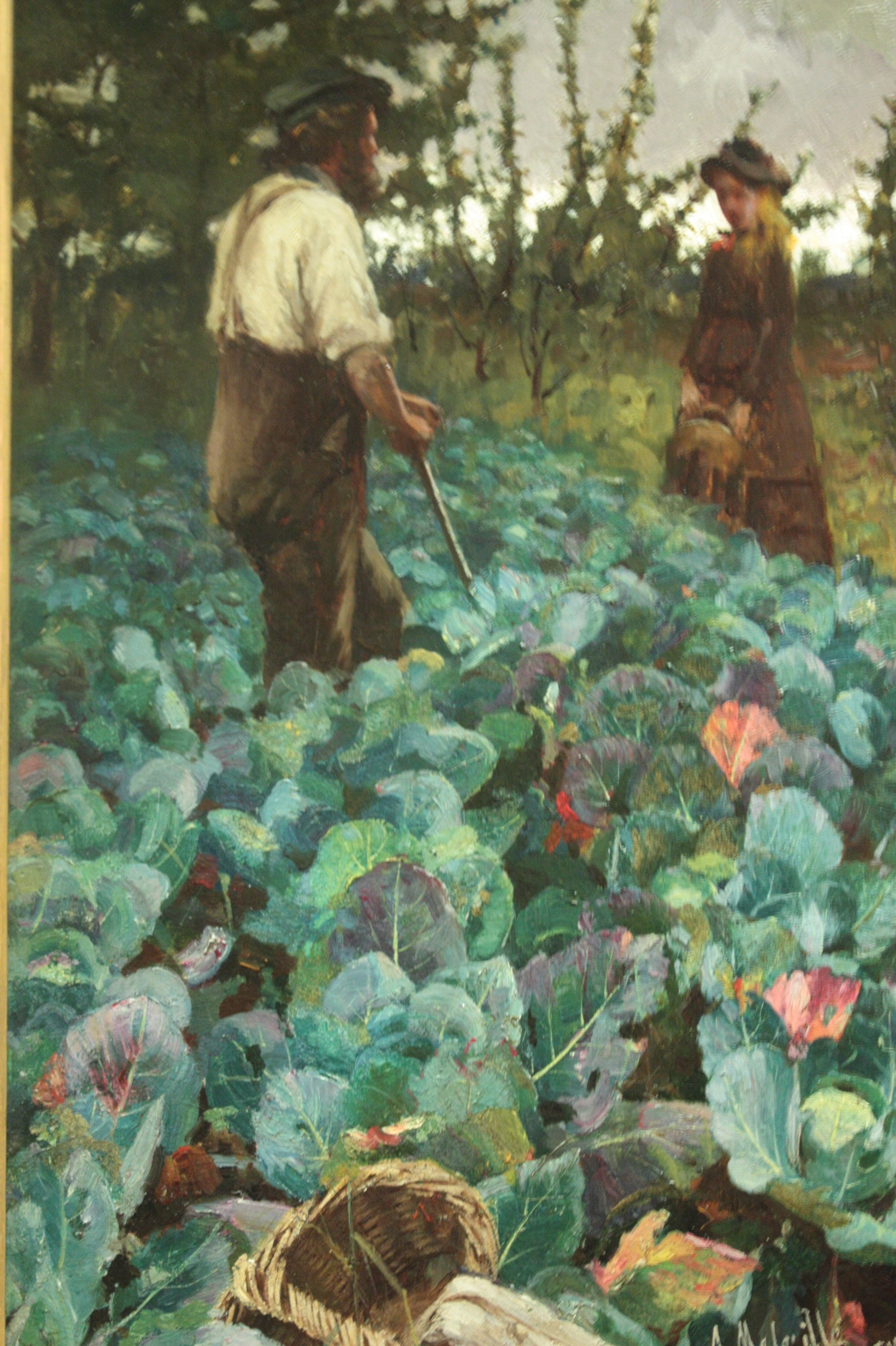
A Cabbage Garden, 1877.